# تايلر كالينوسكي
تايلر كالينوسكي ولد في يوم 19 ديسمبر سنة 1992 و هو لاعب كرة سلة أمريكي محترف لفريق Unicaja من الدوري الإسباني الدوري الاسباني ACB . كان كالينوسكي مرشحًا لجائزة ماكدونالدز جميع الأمريكيين عندما كان طالبًا في مدرسة أولاث الشرق الثانوية في كانساس وأكمل مسيرته الجامعية في فريق ديفيدسون وايلد كاتس . حصل على لقب أفضل لاعب كرة سلة للرجال في مؤتمر أتلانتيك 10 لعام 2015

## وصلات خارجية
لم يتم العثور على روابط لمواقع التواصل الاجتماعي.